# Vlag van Gennep

Vlag van de gemeente Gennep
(sinds 1978)

Officieuze vlag van Gennep
(tot 1978)

De vlag van Gennep is op 6 maart 1978 door de gemeenteraad van de Limburgse gemeente Gennep vastgesteld. Het is een rechthoekige vlag waarvan de hoogte en lengte zich verhouden als 3 : 2, met gele broeking en rode vlucht, over het geheel een schuinkruis vanuit de hoeken linksboven en rechtsonder doorlopend naar de onder- en bovenrand op 2 / 3 van de lengte van de vlag, en met een hoogte van 1 / 3 van de hoogte van de vlag, vergezeld van 4 omgewende droogscheerdersscharen van het een in het ander.
Het ontwerp komt overeen met het wapenschild van de gemeente, waarvoor de beschrijving luidt:
Gedeeld van goud en keel met een schuinkruis vergezeld van 4 omgewende droogscheerdersscharen van het een in het ander.
Vlaggen worden echter op een andere manier beschreven dan wapens. Een nauwkeuriger beschrijving van de vlag kan zijn:
De broeking geel, de vlucht rood en een schuinkruis van afwisselende kleuren, waarvan de armen 1/5 van de hoogte van de vlag is en tussen de armen een droogscheerdersschaar van afwisselende kleuren, de punten naar de onderkant van de vlag gericht en waarbij het schuinkruis zijn middelpunt heeft op de scheiding van broeking en vlucht, zijnde op 1/3 van de lengte van de vlag, gerekend van de broeking.
De herziening van de gemeentevlag was nodig geacht, omdat  in 1973 de gemeente Ottersum en het dorp Heijen, welke oorspronkelijk tot gemeente Bergen behoorde, bij Gennep gevoegd waren.

## Eerdere vlag
Sierksma beschrijft in 1962 een niet-officiële vlag als volgt:
Twee banen van gelijke hoogte van groen en wit.
Onduidelijk is waar deze kleuren vandaan komen. De kleuren groen en wit kwamen vaak voor in vaandels van de schutterij en voor diverse gemeenten in het zuiden van het land verklaart dit de herkomst, maar het is niet zeker of dat in dit geval ook zo is.

## Verwant symbool

Het wapen van Gennep

Beek 
· Beekdaelen 
· Beesel 
· Bergen 
· Brunssum 
· Echt-Susteren 
· Eijsden-Margraten 
· Gennep 
· Gulpen-Wittem 
· Heerlen 
· Horst aan de Maas 
· Kerkrade 
· Landgraaf 
· Leudal 
· Maasgouw 
· Maastricht 
· Meerssen 
· Mook en Middelaar 
· Nederweert 
· Peel en Maas 
· Roerdalen 
· Roermond 
· Simpelveld 
· Sittard-Geleen 
· Stein 
· Vaals 
· Valkenburg aan de Geul 
· Venlo 
· Venray 
· Voerendaal 
· Weert